# Schulpastoral
Die Schulpastoral bezeichnet die seelsorgerische Arbeit der christlichen Kirchen in Schulen. Dieser Aufgabenbereich kann durch eine Religionslehrkraft einer Schule und bzw. oder durch eine schulfremde Person wahrgenommen werden.
Nimmt eine Religionslehrkraft diese Aufgabe wahr, kann sie unter Umständen für diese Aufgabe freigestellt werden; das heißt, sie hat weniger Unterricht zu erteilen und kann diese Zeit für die Aufgaben in der Schulpastoral einsetzen. Je nach Schulgröße (Anzahl der Schüler) können dies eine, zwei oder maximal drei Stunden sein.
Im Bundesland Niedersachsen werden evangelische Schulseelsorge und katholische Schulpastoral mit unterschiedlichen Konzepten, unterschiedlichen Qualifizierungsmaßnahmen und unterschiedlichen Tätigkeitsschwerpunkten voneinander unterschieden. 